# Nephrotoma freemani
Nephrotoma freemani är en tvåvingeart som beskrevs av Alexander 1956. Nephrotoma freemani ingår i släktet Nephrotoma och familjen storharkrankar.
Artens utbredningsområde är Uganda. Inga underarter finns listade i Catalogue of Life.